# Acanthocyclops columbiensis
Acanthocyclops columbiensis – gatunek widłonoga z rodziny Cyclopidae. Opisała go w 1990 roku amerykańska biolog Janet W. Reid z Narodowego Muzeum Historii Naturalnej w Waszyngtonie (część Smithsonian Institution). Miejsce typowe to wysięk w Fort Stanton (Dystrykt Kolumbii, USA).